# Jehovas Vidners Styrende Råd
Det Styrende Råd er Jehovas Vidners åndelige ledelse og dikterer deres tolkning af Bibelen til medlemmerne gennem publikationer, især Vagttårnet, som distribueres gennem Vagttårnets Bibel- og Traktatselskab. Det Styrende Råd bestemmer Jehovas Vidners doktriner.
Jehovas Vidners Styrende Råd har otte medlemmer. Alle regnes som medlemmer af de 144.000 salvede skare, som er udtalt i Bibelens Åbenbaringsbog. Antallet har dog varieret. I 1974 bestod rådet af atten medlemmer.
Det Styrende Råd blev stiftet kort efter 1884.
Raymond Franz skrev, at præsident Russell, Rutherford og Knorr ignorerede eller på eget initiativ gennemførte ændringer, og at det betød at Bibelstudenterne og Jehovas Vidner blev styret af et monarkisk styre indtil 1976.
I 1972 skrev Vagttårnets Selskab en uddybende artikel om, hvordan Det Styrende Råd fungerer.

## "Hvordan Det Styrende Råd er organiseret"
I 1976 blev der oprettet seks komiteer eller "udvalg", som Jehovas Vidner kalder dem, for hvert område, bestående af et medlem af det Styrende Råd, som før havde været præsidentens ansvar. Desuden blev hver zone nu repræsenteret af tre medlemmer i stedet for et. De seks komiteer er:
Koordinationsudvalget
Denne komite koordinerer nødhjælp, retshjælp i lande, hvor der er forfølgelse, og andre presserende sager.
"Dette udvalg består af koordinatorerne for hvert af Det Styrende Råds udvalg og en sekretær, der ligeledes er medlem af Det Styrende Råd. Det sørger for at alle udvalgene fungerer godt og effektivt. Det tager sig også af alvorlige nødsituationer, katastrofer, forfølgelse og andre vigtige anliggender, der berører Jehovas Vidner jorden over".
Personaleudvalget
Dette udvalg holder tilsyn med de frivillige, der arbejder på hovedkontoret i Brooklyn og på de forskellige landskontorer, som Jehovas Vidner kalder for Betel.
Udgiverudvalget
Dette udvalg holder tilsyn på trykning, udgivelse og forsendelse af bibelsk læsestof. Desuden har de ansvaret for de ejendomme og trykkerier, der benyttes af Jehovas Vidner verden over, og som drives af de forskellige selskaber. Det sørger også for organisationens økonomi.
Tjenesteudvalget
Dette udvalg styrer det vedensomspændende missionærarbejde og forkyndelsen fra dør-til-dør. Det organiserer kurser og fører tilsyn med hver menighed. Deres meddelelser og opfordringer bliver sendt igennem det interne cirkulære Rigets Tjeneste.
Det organiserer også stævner og særlige møder. Desuden tager det sig også af alvorlige sager som børnemisbrug og blodtransfusion.
Undervisningsudvalget
Dette udvalg bestemmer Jehovas Vidners doktriner, som gives ved møder eller stævner. Det har også ansvaret for den undervisning, der gives på missionærskolen Gillead og kurser for menighedens ældste.
Redaktionsudvalget
Redaktionsudvalget har ansvaret for at formidle Jehovas Vidners lære gennem de publikationer, der udgives gennem Vagttårnet, Bibel og Traktatselskab. Herunder manuskripter til skuespil, som opføres ved stævnerne, samt dispositioner til de foredrag, der holdes på møder og stævner. Det besvarer doktrinære spørgsmål og fører tilsyn med oversættelsesarbejde. Al korrespondance bliver sendt fra dette udvalg.

## Splittelse
Der opstod splittelse i det Styrende Råd: James Penton, Heather og Gary Botting hævdede, at den interne utilfredshed med officielle doktriner fortsat voksede, og at der var mistillid til styret. Derfor blev Det Styrende Råd udrenset af afvigende medlemmer i april og maj 1980. Raymond Franz hævdede, at han blev tvunget til at træde tilbage fra Det Styrende Råd. Senere blev han udelukket.
Herefter blev selskabets holdning hårdere. Kritiske vidner blev hurtigt udelukket.

## Udvidelse
Der kom flere Vidner til, og det medførte ændringer. For eksempel skulle der komme flere hjælpere til i adskillige udvalg.
| Citat                                                                                     | I betragtning af den kolossale vækst der sker i hele verden, synes det nu at være på sin plads at Det Styrende Råd får en særlig hjælp. Det er derfor blevet besluttet at indbyde et antal assistenter, hovedsagelig nogle som hører til ’den store skare’, til at deltage i de møder der holdes af udvalgene under Det Styrende Råd — Personaleudvalget, Udgiverudvalget, Tjenesteudvalget, Undervisningsudvalget og Redaktionsudvalget. Således vil der i fremtiden være i alt syv eller otte brødre til stede ved møderne for hvert af disse udvalg. Under ledelse af Det Styrende Råds medlemmer vil disse assistenter deltage i drøftelserne og løse forskellige opgaver som udvalgene tildeler dem. Den nye ordning træder i kraft den 1. maj 1992. ’Resten’ af de salvede vidner for Jehova er nu i mange år blevet færre i antal, mens ’den store skare’ er vokset langt over forventning. | Citat |
| Vagttårnet 15. april 1992 s. 31 "Bekendtgørelse" - "Vagtttårnet, Bibel og Traktatselskab" | |       |

Indtil 2000 var Vagttårnsselskabets præsidenter også medlem af det Styrende Råd. Siden 2000, hvor Milton Henschel trådte tilbage for at gennemføre denne ændring, er det ikke-salvede, der bliver præsident for Vagttårnsselskabet. Det Styrende Råd blev et selvstændigt råd, uden juridisk indflydelse på organisationen. Styret har dog aldrig været registreret som en juridisk repræsentant for Jehovas Vidner, som Vagttårnsselskabet er.

## Medlemmer
| Nuværende medlemmere af det Styrende Råd            | Udnævnelse          | Nuværende medlemmere af det Styrende Råd            | Udnævnelse          |
| --------------------------------------------------- | ------------------- | --------------------------------------------------- | ------------------- |
| Gerrit Lösch                                        | 1994                | Geoffrey Jackson                                    | 2005                |
| Samuel F. Herd                                      | 1999                | Mark Sanderson                                      | 2012                |
| M. Stephen Lett                                     | 1999                | Kenneth Cook                                        | 2018                |
| David H. Splane                                     | 1999                |                                                     |                     |
| Tidligere medlemmere af det Styrende Råd (døde)     | Udnævnelse døde     | Tidligere medlemmere af det Styrende Råd (døde)     | Udnævnelse døde     |
| Carey W. Barber                                     | 1977 - 2007         | Theodore Jaracz                                     | 1974 - 2010         |
| William Lloyd Barry                                 | 1974 - 1999         | Karl F. Klein                                       | 1974 - 2001         |
| John C. Booth                                       | 1974 - 1966         | Nathan Homer Knorr                                  | 1971 - 1977         |
| Charles J. Fekel                                    | 1974 - 1977         | Martin Pötzinger                                    | 1977 - 1988         |
| Frederick William Franz                             | 1971 - 1992         | Albert D. Schroeder                                 | 1974 - 2006         |
| George D. Gangas                                    | 1971 - 1994         | Guy Hollis Pierce                                   | 1999 - 2014         |
| John O. Groh                                        | 1971 - 1975         | Grant Suiter                                        | 1971 - 1983         |
| Milton George Henschel                              | 1971 - 2003         | Thomas J. Sullivan                                  | 1971 - 1974         |
| William K. Jackson                                  | 1971 - 1981         | Lyman Alexander Swingle                             | 1971 - 2001         |
| John E. Barr                                        | 1977 - 2010         | Daniel Sydlik                                       | 1974 - 2006         |
| Tidligere medlemmere af det Styrende Råd (fratrådt) | Udnævnelse Fratrådt | Tidligere medlemmere af det Styrende Råd (fratrådt) | Udnævnelse Fratrådt |
| Raymond Franz                                       | 1971 – 1980         | Leo K. Greenlees                                    | 1971 – 1984         |
| Ewart Chitty                                        | 1974 – 1978         | Anthony Morris III                                  | 2005-2023           |